# Dicraeanthus
Dicraeanthus é um género botânico pertencente à família Podostemaceae.